# Spilogona austriaca
Spilogona austriaca är en tvåvingeart som först beskrevs av Ringdahl 1948.  Spilogona austriaca ingår i släktet Spilogona och familjen husflugor. Inga underarter finns listade i Catalogue of Life.